# Liste doppelter Linienhalter im tibetischen Buddhismus
Dies ist eine Liste doppelter Linienhalter im tibetischen Buddhismus.
Bedeutende zeitgenössische Fälle doppelter Trülku-Linienhalter sind aus der Gelug-Schule („Gelbmützen“) der 11. Penchen Lama (Panchen Erdeni) oder aus der Karma-Kagyü-Schule („Rotmützen“) die beiden inthronisierten 17. Gyalwa Karmapa (Karmapa-Konflikt). Diese Doppelbesetzungen stehen in engem Zusammenhang mit der politischen Tibet-Frage.

## Liste
Im Folgenden wird nur eine Übersicht genannt.
| Nr.    | Titel            | Schule | Name                        | Lebens- zeit | Name                               | Lebens- zeit |
| ------ | ---------------- | ------ | --------------------------- | ------------ | ---------------------------------- | ------------ |
| 11.    | Penchen Lama     | Gelug  | Gyeltshen Norbu             | 1990-        | Gendün Chökyi Nyima                | 1989–        |
| 17.    | Gyelwa Karmapa   | Kagyü  | Orgyen Thrinle Dorje        | 1985–        | Thrinle Thaye Dorje                | 1983–        |
| 04.    | Jamgön Kongtrül  | Kagyü  | Lodrö Chökyi Nyima          | 1995–        | Migyur Dragpa Sengge               | 1995–        |
| 08.    | Tatsak Rinpoche  | Gelug  | Lobsang Yeshi Jampal Gyatso | 1959–        | Tenzin Chokyi Gyaltsen             | 1983–        |
| 06./7. | Radreng Rinpoche | Gelug  | ? (7.)                      |              | Tendzin Jigme Thutob Wangchug (6.) | 1948–1997    |

Anmerkungen:
1. ↑  auch Pantschen, einer der höchster Lama der Gelug; diese Frage ist besonders kritisch, da die Bestimmung eines Dalai Lama (einer der höchster Lama der Gelug und politischer Regent) der Anerkennung durch den Pentschen Lama bedarf
2. ↑  Von der chinesischen Regierung anerkannt; lebt in Beijing.
3. ↑  Von der tibetischen Exilregierung anerkannt; Aufenthaltsort unbekannt
4. ↑  Höchster Lama der Karma-Kagyü; diese Frage ist besonders kritisch, da beide Prätententen offiziell inthronisiert wurden.
5. ↑  vom 12. Tai Situpa und 12. Tshurphu Gyeltshab Rinpoche inthronisiert; vom 14. Dalai Lama anerkannt; wird in Nähe zur chinesischen Regierung vermutet: lebt seit 2000 im Exil in Indien.
6. ↑  vom 14. Shamar Rinpoche (Shamarpa) anerkannt und 1994 im Karmapa International Buddhist Institute in New Delhi inthronisiert; lebt ebenda, seit 1994 im Exil
7. ↑  Einer der vier höchster Lama der Karma-Kagyü.
8. ↑  Von Orgyen Thrinle Dorje anerkannt.
9. ↑  Von Thaye Dorje anerkannt.
10. ↑  Abt von Kündeling; hoher Lama der Gelug aus Lhasa
11. ↑  Lebt in Südindien; steht mit dem 14. Dalai Lama in der Kontroverse der Shugden-Verehrung; steht in Nähe zur chinesischen Regierung.
12. ↑  Vom 14. Dalai Lama anerkannt.
13. ↑  Hoher Lama der Gelug
14. ↑  Die chinesische Regierung verlautbarte 2000 die Entdeckung eines 7. Radreng Rinpoche, aber keine weiteren Details; der ebenfalls unklare 6. Radreng Rinpoche dürfte demnach in Tibet verstorben sein.
15. ↑  Von der tibetischen Exilregierung anerkannt.